# Mycetophylax conformis
Mycetophylax conformis är en myrart som först beskrevs av Mayr 1884.  Mycetophylax conformis ingår i släktet Mycetophylax och familjen myror. Inga underarter finns listade i Catalogue of Life.